# Canton de Brest-2
Le canton de Brest-2 est une circonscription électorale française du département du Finistère.

## Histoire
Créé au XIXe siècle, le canton de Brest-II est modifié par décret du 23 juillet 1973 réorganisant les cantons de Brest.
Le décret du 27 février 1991 supprime le canton de Brest-II ; son territoire est réparti entre les nouveaux cantons de Brest-Saint-Pierre et Brest-Recouvrance.
De 1833 à 1848, les cantons de Brest-2 et de Brest-3 avaient le même conseiller général. Le nombre de conseillers généraux était limité à 30 par département.
Un nouveau découpage territorial du Finistère entre en vigueur à l'occasion des élections départementales de mars 2015, défini par le décret du 13 février 2014, en application des lois du 17 mai 2013 (loi organique 2013-402 et loi 2013-403). Les conseillers départementaux sont, à compter de ces élections, élus au scrutin majoritaire binominal mixte. Les électeurs de chaque canton élisent au Conseil départemental, nouvelle appellation du Conseil général, deux membres de sexe différent, qui se présentent en binôme de candidats. Les conseillers départementaux sont élus pour 6 ans au scrutin binominal majoritaire à deux tours, l'accès au second tour nécessitant 12,5 % des inscrits au 1er tour. En outre la totalité des conseillers départementaux est renouvelée. Ce nouveau mode de scrutin nécessite un redécoupage des cantons dont le nombre est divisé par deux avec arrondi à l'unité impaire supérieure si ce nombre n'est pas entier impair, assorti de conditions de seuils minimaux. Dans le Finistère, le nombre de cantons passe ainsi de 54 à 27. Le canton de Brest-2 est recréé par ce décret.
Le canton est entièrement inclus dans l'arrondissement de Brest. Le bureau centralisateur est situé à Brest.

## Représentation

### Conseillers d'arrondissement (de 1833 à 1940)
| Période                                  | Période          | Identité                                     | Étiquette                | Qualité |
| ---------------------------------------- | ---------------- | -------------------------------------------- | ------------------------ | --- |
| 1833                                     | 1838 (décès)     | Jean Michel Alexandre Bouët père (1767-1838) |                          | Négociant et armateur, maire de Lambézellec (1830-1839), ancien conseiller général                          |
| 1839                                     | 1842             | François-Victor Lettré (1781-1867)           |                          | Capitaine de vaisseau en retraire, maire de Brest (1839-1847)                                               |
| 1842                                     | 1848             | Alexandre Bouët fils (1798-1857)             |                          | Négociant à Brest, Vice-Consul de Sa Majesté Britannique au port de Brest                                   |
| 1848                                     |                  | M. Kernevez                                  |                          | Avocat |
|                                          |                  |                                              |                          | |
| 1871                                     |                  | Paul Nicole (1838-1898)                      |                          | Avoué, juge de paix                                                                                         |
|                                          |                  |                                              |                          | |
| av.1884                                  |                  | Charles François Marie Lamarque (1830-1916)  |                          | Notaire à Brest, suppléant du juge de paix                                                                  |
|                                          |                  |                                              |                          | |
| 1892                                     | 1895             | Jean-Charles Sanquer (1841-1898)             | Républicain              | Négociant, adjoint au maire de Brest                                                                        |
| 1895                                     | 1897 (démission) | Claude Goasdoué                              | Républicain              | Expert-agriculteur, adjoint au maire de Lambézellec                                                         |
| 1897                                     | 1901             | Charles Lamarque (1830-1916)                 | Républicain              | Notaire à Brest, Président du Conseil d'arrondissement                                                      |
| 1901                                     | 1907             | François Branellec (?-1916)                  | Républicain              | Négociant à Brest                                                                                           |
| 1907                                     | 1913             | Alain Le Fur                                 | Républicain progressiste | Maire de Lambézellec puis adjoint au maire de Gouesnou                                                      |
| 1913                                     | 1914 (décès)     | Joseph Le Borgne (1874-1914)                 | SFIO                     | Commis de marine, adjoint au maire de Lambézellec                                                           |
| 1914                                     | 1919             | siège vacant                                 |                          | |
| 1919                                     | 1925             | Marcel Le Guell                              | SFIO                     | Entrepreneur de travaux publics à Lambézellec                                                               |
| 1925                                     | 1940             | Michel Hervé (1883-1959)                     | SFIO                     | Directeur du restaurant populaire, maire de Lambézellec                                                     |
| 1940                                     |                  |                                              |                          | Les conseils d'arrondissement ont été suspendus par la loi du 12 octobre 1940 et n'ont jamais été réactivés |
| Les données manquantes sont à compléter. |                  |                                              |                          | |

### Conseillers généraux de 1833 à 1991
| Période | Période      | Identité                                                  | Étiquette                                  | Qualité |
| ------- | ------------ | --------------------------------------------------------- | ------------------------------------------ | --- |
| 1833    | 1848         | Théobald de Lacrosse                                      | Gauche dynastique puis Droite bonapartiste | Colonel de la Garde Nationale de Brest Ministre des Travaux publics Député (1834-1851), Sénateur (1852-1865)                                                                             |
| 1848    | 1861         | Jean-Michel Alexandre Bouët fils (1798-1887)              |                                            | Négociant à Brest, Vice-Consul d'Angleterre Maire de Lambézellec (1846-1848) |
| 1861    | 1871         | Adolphe Alexandre Le Tessier de Launay (1815-1877)        |                                            | Ingénieur civil fondateur de l'usine de Castelmein à Guilers |
| 1871    | 1895         | Armand Rousseau                                           | Républicain                                | Ingénieur du port de Brest Député (1871-1876 et 1881-1885) Directeur de la navigation et des routes au Ministère des Travaux publics puis Gouverneur de l'Indochine Sénateur (1895-1896) |
| 1895    | 1897 (décès) | Joseph Auguste Constant Louis Charles Lejeune (1861-1897) | Républicain                                | Négociant en vins à Kérinou Adjoint au maire de Lambézellec |
| 1897    | 1904         | Jacques Nessel                                            | Rad.                                       | Propriétaire des sources de Soultzmatt (Alsace) Propriétaire à Saint-Marc, Brest |
| 1904    | 1910         | Alain Piton                                               | Républicain                                | Médecin à Brest |
| 1910    | 1934         | Émile Goude                                               | SFIO puis NI                               | Commis à l'Arsenal de Brest Député (1912-1936) Conseiller municipal de Brest (1904-?) |
| 1934    | 1940         | Yves Jaouen                                               | PDP                                        | Expert-comptable Maire de Saint-Marc |
|         |              |                                                           |                                            | |
| 1945    | 1961         | Yves Jaouen                                               | MRP                                        | Maire de Brest (1953-1954 et 1954-1958 Sénateur (1946-1959) Président du Conseil Général (1945-1949)                                                                                     |
| 1961    | 1967         | Georges Kerbrat                                           | UNR puis UDR                               | Médecin à Brest, suppléant du député Charles Le Goasguen (1962-1967) |
| 1967    | 1973         | Georges Lombard                                           | Centriste                                  | Avocat Maire de Brest (1959-1973) Président de la Communauté Urbaine (1974-1977) Député (1958-1962 et 1967-1968) Sénateur (1971-1989) Elu en 1979 dans le Canton de Brest-4              |
| 1973    | 1982 (décès) | Francis Le Blé                                            | PS                                         | Ajusteur puis ingénieur à l’Arsenal Maire de Brest (1977-1982) Président de la communauté urbaine (1981-1982)                                                                            |
| 1982    | 1985         | Guy Leclercq (1933-2019)                                  | RPR                                        | Chef d'entreprise Adjoint au maire de Brest (1983-1989) |
| 1985    | 1991         | Pierre Maille                                             | PS                                         | Professeur agrégé de sciences physiques Maire de Brest (1982-1983 et 1989-2001) Elu en 1991 dans le Canton de Brest-Recouvrance                                                          |

### Conseillers départementaux depuis 2015
| Période élective | Période élective | Mandat | Mandat   | Identité                   | Nuance | Nuance | Qualité |
| ---------------- | ---------------- | ------ | -------- | -------------------------- | ------ | ------ | --- |
| 2015             | 2021             | 2015   | 2021     | Marie Gueye                |        | PS     | Mère au foyer, ancienne conseillère générale du Canton de Brest-Recouvrance conseillère municipale de Brest (2014-2020) Vice-présidente chargée de la jeunesse |
| 2015             | 2021             | 2015   | 2021     | Réza Salami                |        | PS     | Commerçant, 15e adjoint au maire de Brest Ancien conseiller général du Canton de Brest-Centre                                                                  |
| 2021             | 2028             | 2021   | en cours | Barthélémy Gonella         |        | DVG    | Officier de marine à la retraite, membre de Nouvelle Donne |
| 2021             | 2028             | 2021   | en cours | Pauline Louis-Joseph-Dogué |        | EELV   | Professeure des écoles à Lambézellec |

### Résultats détaillés

#### Élections de mars 2015
À l'issue du 1er tour des élections départementales de 2015, deux binômes sont en ballottage : Bernadette Malgorn et Bruno Sifantus (Union de la Droite, 35,18 %) et Marie Gueye et Réza Salami (PS, 33,59 %). Le taux de participation est de 45,79 % (9 038 votants sur 19 737 inscrits) contre 51,11 % au niveau départementalet 50,17 % au niveau national.
Au second tour, Marie Gueye et Réza Salami (PS) sont élus avec 51,75 % des suffrages exprimés et un taux de participation de 45,56 % (4 356 voix pour 8 993 votants et 19 737 inscrits).

#### Élections de juin 2021
Le premier tour des élections départementales de 2021 est marqué par un très faible taux de participation (33,26 % au niveau national). Dans le canton de Brest-2, ce taux de participation est de 33,6 % (6 767 votants sur 20 141 inscrits) contre 35,55 % au niveau départemental. À l'issue de ce premier tour, deux binômes sont en ballottage : Marie Gueye et Réza Salami (Union à gauche, 29,35 %) et Barthélémy Gonella et Pauline Louis-Joseph-Dogué (Union à gauche avec des écologistes, 21,13 %).
Le second tour des élections est marqué une nouvelle fois par une abstention massive équivalente au premier tour. Les taux de participation sont de 34,36 % au niveau national, 36,76 % dans le département et 32,97 % dans le canton de Brest-2. Barthélémy Gonella et Pauline Louis-Joseph-Dogué (Union à gauche avec des écologistes) sont élus avec 52,21 % des suffrages exprimés (2 751 voix pour 6 641 votants et 20 144 inscrits),,. 

## Composition

### Composition de 1973 à 1991
À la suite du redécoupage de 1973, le canton de Brest-II est composé de la portion de territoire de la ville de Brest déterminée par les voies ci-après : chemin de Kervallon (du pont de Kervallon au numéro 134 de la route de Guilers côté Sud-Est), route de Guilers (du numéro 134 au numéro 126), le prolongement futur de la rue Dupuy-de-Lôme, rue de Quelern (du numéro 1 au numéro 7), rue de Roscanvel (côté pair du numéro 2 au numéro 18), place de Roscanvel, route du Valy-Hir (du numéro 52 au numéro 108 de la route du Valy-Hir), rue Bouvet (côté impair), rue de Kerraros (du numéro 4 de la rue de Kerraros à l'angle de la rue du Docteur-Gestin), rue Amiral-Nicol (du numéro 66 de la rue du Docteur-Gestin au numéro 129 de la route de la Corniche formant angle avec la rue Amiral-Nicol), axe de la rue Amiral-Nicol (jusqu'à la rade), le rivage de la rade vers l'Est (jusqu'à la rivière Penfeld) et l'axe de la rivière Penfeld (jusqu'au pont de Kervallon).

### Composition depuis 2015
| Nom                           | Code Insee | Intercommunalité | Superficie (km2) | Population (dernière pop. légale)                 | Densité (hab./km2) | Modifier                                    |
| ----------------------------- | ---------- | ---------------- | ---------------- | ------------------------------------------------- | ------------------ | ------------------------------------------- |
| Brest (bureau centralisateur) | 29019      | Brest Métropole  | 49,51            | Fraction : 35 761 (2022) Commune : 140 993 (2022) | 2 848              | modifier les données · modifier les données |
| Canton de Brest-2             | 2902       |                  |                  | 35 761 (2022)                                     |                    | modifier les données                        |

Le canton de Brest-2 comprend désormais la partie de la commune de Brest située à l'intérieur d'un périmètre défini par l'axe des voies et limites suivantes : rive de la rade dans l'axe de la rue Pierre-Semard, rue Pierre-Semard, rue Louis-Le-Guen, boulevard Gambetta, rue Richelieu, rue Saint-Marc, rue Kerfautras, rue Bruat, rue Arago, rue Paul-Masson, rue Mathieu-Donnard, rue Paul-Doumer, place Albert-1er, rue du Moulin-à-Poudre, rue Portzmoguer, pont de l'Harteloire, rue Tourville, cours de la rivière Penfeld à l'amont du pont de l'Harteloire, pont de Kervallon, route de Kervallon, rue de Guilers, rue du 19-Mars-1962, rue de Roscanvel, place de Roscanvel, rue Cosmao-Prétôt, rue Cosmao-Dumanoir, rue Mesny, rue Anatole-France, rue de Kerbonne, rue d'Alsace-Lorraine, rue du Docteur-Gestin, rue de l'Amiral-Nicol et son prolongement en ligne droite jusqu'au littoral, rivage de la rade.
Il comprend les quartiers du centre-ville et de recouvrance.

## Démographie
En 2022, le canton comptait 35 761 habitants, en évolution de −0,85 % par rapport à 2016 (Finistère : +2,16 %, France hors Mayotte : +2,11 %).
| 2013   | 2018   | 2022   |
| ------ | ------ | ------ |
| 35 765 | 36 130 | 35 761 |